# I Liceum Ogólnokształcące im. Mikołaja Kopernika w Radomiu
 I Liceum Ogólnokształcące w Radomiu – szkoła średnia założona w 1930 roku.

## Historia szkoły
I Liceum Ogólnokształcące im. Mikołaja Kopernika w Radomiu zostało założone w 1930 roku jako oddziały żeńskie przy Państwowym Gimnazjum Męskim im. Tytusa Chałubińskiego. Zarządzeniem Ministra Wyznań Religijnych i Oświecenia Publicznego z 1937 zostało utworzone „III Państwowe Liceum i Gimnazjum w Radomiu” (państwowa szkoła średnia ogólnokształcąca, złożona z czteroletniego gimnazjum i dwuletniego liceum), po wejściu w życie tzw. reformy jędrzejewiczowskiej szkoła miała charakter żeński, a wydział liceum ogólnokształcącego był prowadzony w typie humanistycznym. Pod koniec lat 30. XX w. szkoła znajdowała się przy ulicy Tytusa Chałubińskiego 1.
Szkoła działała podczas II wojny światowej potajemnie  na terenie Radomia i Garbatki. W lutym 1940 roku nauczycielka tej szkoły Mieczysława Pietrusewicz została szefem Tajnej Komisji Porozumiewawczej Dyrektorów, której celem było zorganizowanie w mieście tajnego nauczania stopnia średniego ogólnokształcącego. 12 lutego 1945 roku rozpoczęło działalność w obecnym budynku na rogu ulic Żeromskiego i Traugutta. 1 września 1959 roku otrzymało nazwę I Liceum Ogólnokształcące. 9 lat później szkoła stała się koedukacyjna, a 16 kwietnia 1972 roku zyskała patrona Mikołaja Kopernika i nowy sztandar. Od 2007 roku dyrektorem szkoły jest mgr Agnieszka Ścieglińska.

## Absolwenci
- Maria Fołtyn – śpiewaczka, popularyzatorka twórczości Stanisława Moniuszki[4]
- Andrzej Konopka – aktor[5]
- Marian Popis – poseł Stronnictwa Demokratycznego, nauczyciel oraz polityk lewicy[4]
- Krzysztof Tadej – dokumentalista, dziennikarz TVP[4]